# André Filipe Magalhães Ribeiro Ferreira
André Filipe Magalhães Ribeiro Ferreira, conegut simplement com a André Ferreira, (nascut el 29 de maig de 1996) és un futbolista professional portuguès que juga com a porter al Reial Valladolid.

## Carrera de club

### Benfica
Nascut a Vila Nova de Gaia, districte de Porto, Ferreira va acabar el seu desenvolupament al SL Benfica després de ser fitxat pel club local União Nogueirense FC als 16 anys. Va debutar professionalment amb el filial del primer equip el 24 de novembre de 2015 en una victòria per 2-1 a casa contra el Clube Oriental de Lisboa a la LigaPro, i va acabar la seva primera temporada amb cinc partits de lliga més.
Ferreira va jugar 34 partits a la temporada 2016-17, ajudant l'equip B a aconseguir la quarta posició a la segona divisió. L'1 de juliol de 2017, va fitxar pel Leixões SC de la mateixa lliga en préstec durant una temporada, i va disputar 35 partits competitius durant la seva etapa a l'Estádio do Mar.
El 31 d'agost de 2018, Ferreira va renovar el seu contracte amb el Benfica fins al 2023 i va ser cedit immediatament al CD Aves. Va debutar a la Primeira Liga el 27 d'octubre, en una derrota per 1-2 a casa contra el CD Santa Clara.

### Santa Clara
El 28 de juny de 2019, Ferreira va tallar els llaços amb el Benfica i va signar un contracte de quatre anys amb el Santa Clara, també de la màxima divisió portuguesa. Durant la seva etapa a les Açores, va ser el segon jugador darrere de Marco Pereira.

### Paços Ferreira
Ferreira es va incorporar al FC Paços de Ferreira el 23 de juny de 2021, acordant un contracte de tres anys. Va ser a la porteria en els dos partits de la ronda de play-off de la UEFA Europa Conference League contra el Tottenham Hotspur FC, mantenint la porteria a zero en el primer partit.
Ferreira va participar en 37 partits oficials a l'Estádio da Mata Real.

### Granada
El 20 de juliol de 2022, Ferreira es va convertir en el tercer porter portuguès en tants anys al Granada CF -recentment descendit a Segona Divisió espanyola- després de Rui Silva i Luís Maximiano, signant un contracte de dos anys. Va contribuir amb 11 partits en la seva primera temporada, en l'ascens a la primera divisió com a campions.
La primera aparició de Ferreira a la màxima categoria va tenir lloc el 14 d'agost de 2023, en una derrota per 3-1 contra l'Atlètic de Madrid. Posteriorment va perdre el seu lloc de titular davant del nouvingut Augusto Batalla.

### Valladolid
El 29 de gener de 2024, Ferreira va ser cedit al Reial Valladolid de segona divisió fins al juny. Tot i ser suplent de Jordi Masip quan el club va aconseguir l'ascens, el 30 de maig va signar un contracte indefinit fins al 2027.

## Palmarès
Granada
- Segona Divisió: 2022–23[23]